# 尹淳達
尹淳達（1914年1月16日—？），北韓政治家，國內派人，官至朝鮮勞動黨聯絡部副部長。1953年因捲入權力鬥爭被而投進勝湖里集中營 。

## 生平
尹淳達出生於大邱市水洞村一個富裕家庭，父親為當地的地主。他在讀中學期間由於參與抗日運動而被退學。其後，他在工業學校完成學業，畢業後在漢城的一間電器工廠工作。在這兒，他認識到共產主義，並在不久後加入朝鮮共產黨。1936年，他成為朝鮮共產黨南部的領導。
1945年8月，日本投降，二戰結束，尹淳達來到北韓，並在隨後加入朝鮮勞動黨和政府。1949年，他被委任為組織部長。1952年晉升為聯絡部副部長。然而，隨著游擊隊派和國內派的權力鬥爭升溫，加上游擊隊派領袖金日成在黨內逐漸得勢，國內黨開始受到打壓。1953年初，國內派的首領李承燁被指意圖發動政變而被處決。同年3月，尹淳達也被捲入其中，他被控從事間諜而被判處15年徒刑。但據1994年國際特赦組織取得的在囚政治犯名單中依可見其名字，故南韓傳媒估計他已被監禁逾60年。

## 資料來源
1. 1 2 3 4 5 6  "비운의 공산주의자 윤순달 1" 《康津日報》 2012 7 3
2. 1 2 3  "历史回顧：金日成開展的党內鬥爭" 《多維新聞》 2012 9 14